# Clube Nacional de Benguela
Maillots
Le Clube Nacional de Benguela est un club angolais de football basé à Benguela.